# Lobulia stellaris
Lobulia stellaris là một loài thằn lằn trong họ Scincidae. Loài này được Greer, Allison & Cogger mô tả khoa học đầu tiên năm 2005.